# Maria Vittoria dal Pozzo
Titres
Reine consort d'Espagne
16 novembre 1870 – 11 février 1873
(2 ans, 2 mois et 26 jours)
Duchesse d'Aoste
30 mai 1867 – 8 novembre 1876
(9 ans, 5 mois et 9 jours)
Maria Vittoria Carlotta Enrichetta Giovanna dal Pozzo della Cisterna, née à Paris le 9 août 1847 et morte à Sanremo le 8 novembre 1876, est duchesse consort d'Aoste (1867-1876) et reine consort d'Espagne (1870-1873).

## Biographie
Maria Vittoria dal Pozzo est la fille de Charles Emmanuel dal Pozzo, prince della Cisterna (1787-1864), dernier représentant mâle de sa maison, qui vit en exil en France et en Belgique après l'insurrection piémontaise de 1821, et de son épouse la comtesse Louise de Merode-Westerloo (1819-1869). 
Elle meurt de la tuberculose à Sanremo le 8 novembre 1876, à l'âge de 29 ans.

## Famille et enfants
Maria Vittoria (Marie Victorie Charlotte Henriette Jeanne selon les Archives de Paris) est née le 7 août 1847, elle épouse à Turin le 30 mai 1867 le prince Amédée d'Italie (1845-1890), duc d'Aoste, et fils du roi d'Italie, Victor-Emmanuel II de Savoie et de l'archiduchesse Adélaïde d'Autriche
De ce mariage sont issus trois fils :
- Emmanuel-Philibert de Savoie, duc d'Aoste (13 janvier 1869 – 4 juillet 1931), marié à la princesse Hélène d'Orléans (1871-1951), fille de Philippe d'Orléans [4] ;
- Victor-Emmanuel de Savoie, comte de Turin (24 novembre 1870 – 16 octobre 1946), célibataire ;
- Louis-Amédée de Savoie, duc des Abruzzes (29 janvier 1873 – 13 mars 1933), célibataire[5].

Maria Vittoria devient reine consort d'Espagne lorsque son mari, le duc d'Aoste est élu roi le 16 novembre 1870. Amédée abdique du trône d'Espagne le 11 février 1873.
Elle est, par sa tante maternelle, Antoinette de Merode, la nièce par alliance du prince Charles III de Monaco.

## Archives
- Turin, palazzo Cisterna [6]